# Henry Heimlich
Henry Jay Heimlich (Wilmington, Delaware, 3 de fevereiro de 1920 – 17 de dezembro de 2016) foi um médico estadunidense, creditado como inventor da manobra de Heimlich, embora haja debates sobre sua real contribuição. Heimlich também esteve presente nas discussões sobre o uso da malária para o tratamento do HIV.

## Vida pessoal
Heimlich nasceu em Wilmington, Delaware, filho de Philip e Mary (Epstein) Heimlich. Fez o High School na New Rochelle High School (Nova York) em 1937 e na Cornell University como Bachelor of Arts em 1941. Ele fez seu curso de Medicina, recebendo o grau de médico (M.D.), na Weill Cornell Medical College em 1943. Em 4 de junho de 1951, casou-se com Jane Murray. A esposa de Heimlich é co-autora de um livro de homeopatia e escreveu o livro What Your Doctor Won't Tell You, que fala sobre terapias alternativas.
Henry Heimlich usou pela primeira vez aos 96 anos a manobra em maio de 2016, para salvar uma mulher com quem partilhava o centro de seniores. Antes demonstrou a manobra muitas vezes ao longo dos anos, mas nunca a tinha aplicado num cenário de perigo real.